# Dypsis pinnatifrons
Dypsis pinnatifrons – gatunek palmy z rzędu arekowców (Arecales). Występuje endemicznie na Madagaskarze, w prowincjach Antsiranana, Toamasina oraz Toliara. Można go spotkać między innymi w parkach narodowych Andohahela, Marojejy i Zahamena.
Rośnie w bioklimacie wilgotnym. Występuje na wysokości do 1500 m n.p.m.